# Who Is Erin Carter?
Who Is Erin Carter? (bra: Quem é Erin Carter?) é uma série de televisão de suspense britânica escrita por Jack Lothian e dirigida por Bill Águias, Ashley Way e Savina Dellicour. A primeira temporada composta por sete episódios, estreou em 24 de agosto de 2023 na Netflix.

## Sinopse
A história segue Erin Carter, uma professora britânica que se muda para Barcelona com a filha e começa a trabalhar numa escola primária. Ela e seu marido, Jordi, enfermeiro de um hospital local, e sua filha, Harper, viviam uma vida aparentemente normal até que Erin e sua filha são surpreendidas durante um assalto a um supermercado.

## Elenco
- Evin Ahmad como Erin Carter[2][3]
- Sean Teale como Jordi Collantes
- Indica Watson como Harper Carter
  - Leila Faith Lopez como Harper jovem
- Pep Ambròs como Emilio Martin
- Douglas Henshall como Daniel Lang
- Denise Gough como Lena Campbell
- Susannah Fielding como Olivia Thorne
- Charlotte Vega como Penelope Reyna
- Yayan Ruhian como Moses

## Recepção
Após o lançamento, a série emergiu como a série Netflix mais assistida em 82 países, liderando o Netflix Global Top 10. O site Rotten Tomatoes relatou um índice de aprovação de 67% com uma nota média de 6,7/10, com base em 12 críticas. O consenso dos críticos do site diz: "Velha escola para o bem e para o mal, Who Is Erin Carter? desafia a credulidade, mas mostra claramente que Evan Ahmed é uma estrela de ação atraente". O Metacritic, que usa uma média ponderada, atribuiu uma pontuação de 62 em 100 com base em 5 resenhas, indicando avaliações "geralmente favoráveis". Em sua crítica, a Time escreveu "Erin Carter possui todos os elementos de um drama de ação viciante e da velha escola". Escrevendo no The Guardian, Lucy Mangan concedeu-lhe uma de cinco estrelas em um artigo intitulado "Quem é Erin Carter? - a verdadeira questão é: quem se importa?" Ela comentou: “Para aqueles que se lembram do início dos anos 90, pensem nele como Eldorado com um elemento de suspense policial com o qual ninguém se importa”.